# Feydhoofinolhu
Feydhoofinolhu, auch Feydhoo Finolhu genannt, ist eine unbewohnte Insel des Nord-Malé-Atolls im Inselstaat Malediven in der Lakkadivensee (Indischer Ozean). Sie gehört zum Verwaltungsatoll Kaafu.

## Geographie
Die Insel liegt auf einer kleinen Riffplattform im Süden der Lagune des Nord-Malé-Atolls, etwa 4 km nordwestlich der maledivischen Hauptstadtinsel Malé.

## Nutzung
Die früher lediglich von der maledivischen Polizei genutzte Insel, ist seit 2016 an ein chinesisches Unternehmen verpachtet, das dort eine Hotelanlage mit Wasserbungalows errichtete, welches 2019 eröffnet werden sollte.